# Wu Chun
Wu Chun (cinese tradizionale: 吳尊; cinese semplificato: 吴尊; pinyin: Wú Zūn; Brunei, 10 ottobre 1979) è un modello, cantante e attore bruneiano naturalizzato taiwanese.
È l'unico membro della boy band Fahrenheit a non essere originario di Taiwan, ed è conosciuto anche per i suoi ruoli in serie di Drama taiwanese quali Romantic Princess, Hua yang shao nian shao nu, Hot Shot e Tokyo Juliet .

## Biografia
Nato Wu Ji Zun (cinese tradizionale: 吳吉尊; cinese semplificato: 吴吉尊; pinyin: wú jízūn) in Brunei il 10 ottobre 1979, si è laureato alla RMIT University di Melbourne in amministrazione manageriale. Wu ha anche giocato a basket nella squadra nazionale del Brunei. Prima di entrare a fare parte dei Fahrenheit, faceva il modello per Yi Lin a Taiwan e per Diva Models a Singapore. Wu parla, con vari gradi di fluidità, Minnan, inglese, cantonese, malese e cinese.. Nell'agosto 2007 Wu è stato nominato presidente del Palm Garden Hotel e del vicino centro Fitness Zone a più piani nel Brunei; è stato quindi premiato come Giovane imprenditore dell'anno a Brunei durante gli Asia Pacific Entrepreneurship Awards nell'agosto 2008.

## Carriera musicale
Wu è stato l'ultimo e più vecchio membro ad entrare a far parte dei Fahrenheit. È il basso del gruppo. La temperatura che rappresenta è quella del fresco autunno, a 59 gradi Fahrenheit. Rappresenta anche il "misterioso" (cinese tradizionale: 神; pinyin: shén ).

Il 12 giugno 2011, è stato annunciato che Wu Chun avrebbe lasciato i Fahrenheit per dedicarsi alla carriera cinematografica e ad altri impegni.

## Filmografia

### Cinema
- Butterfly Lovers (2008)
- 14 Blades (2010)
- My Kingdom (2011)
- Saving General Yang (2011)
- Guardians of the tomb, regia di Kimble Rendall (2018)

### Televisione
- KO One (2005)
- Tokyo Juliet (2006)
- Hua yang shao nian shao nu (2006)
- The X-Family (2007)
- Romantic Princess (2007)[3]
- Hot Shot (2008)[4]
- K.O.3an Guo (2009)
- Sunshine Angel (2011)